# Margaret G. Hays
Margaret G. Hays, née le 3 juillet 1874 et morte le 13 septembre 1925, était une autrice de bande dessinée  et romancière pour la jeunesse américaine.

## Biographie

### Jeunesse
Margaret Parker Gebbie naît à Philadelphie le 3 juillet 1874. Elle est la fille de George Gebbie, émigré écossais naturalisé en 1869, un important lithographe de Philadelphie. Elle a cinq sœurs et un frère. Elle est éduquée par une gouvernante jusqu'à l'âge de 13 ans puis étudie chez les sœurs du . Son père meurt en 1892. La sœur aînée, Mary Elisabeth, prend la suite de son père dans l'entreprise familiale mais elle meurt en 1893 alors qu'elle accouchait. Cette même année, Margaret épouse Frank Allison Hays, qui travaille comme architecte. Elle accole à son nom de naissance celui de son époux et sous le nom de Margaret G. Hays dessine des cartes postales.

### Autrice de comics et illustratrice
En 1905, elle collabore avec sa sœur Grace Gebbie qui, mariée, a pris le nom de son mari et signe Grace G. Wiederseim. Elles réalisent le comic strip The Adventures of Dolly Drake and Bobby Blake in Storyland  qui dure jusqu'en 1906. 
En 1905 toujours, elles produisent aussi le strip The Turr'ble Tales of Kaptin Kiddo qui s'arrêtent en 1909 et deux séries dérivées : Kaptin Kiddo and Puppo en 1911 et Kaptin Kiddo's 'Speriences en 1913.
En 1908, Margaret G. Hays signe seule le strip Jennie and Jack, also the Little Dog Jap. Surtout elle écrit et illustre des textes pour les pages femmes et enfants de plusieurs journaux et à côté de ceux-ci elle publie des romans pour la jeunesse illlustrés par sa soœur qui après son second mariage signe Grace Drayton.
Margaret G. Hays meurt le 13 septembre 1925.

## Reconnaissance post-mortem
Des poèmes tirés de Vegetable Verselets for Humorous Vegetarians ont été mis en musique par le compositeur Daron Hagen.

## Liste des romans et recueils poétiques
- Kiddie Land (1910)
- Kiddie Rhymes (1911)
- Vegetable Verselets for Humorous Vegetarians (1911)
- Babykins Bedtime Book (1914)
- Little Pets Book (1914)
- Rosy Childhood (1914)